# Thạch vi
Thạch vi hay còn gọi cỏ lưỡi mèo, ráng hỏa mạc lưỡi, kim tinh thảo (danh pháp khoa học: Pyrrosia lingua) là một loài thực vật có mạch trong họ Polypodiaceae. Loài này được Carl Peter Thunberg miêu tả khoa học đầu tiên năm 1784 dưới danh pháp Acrostichum lingua. Năm 1931 Oliver Atkins Farwell chuyển loài này sang chi Pyrrosia.

## Hình ảnh

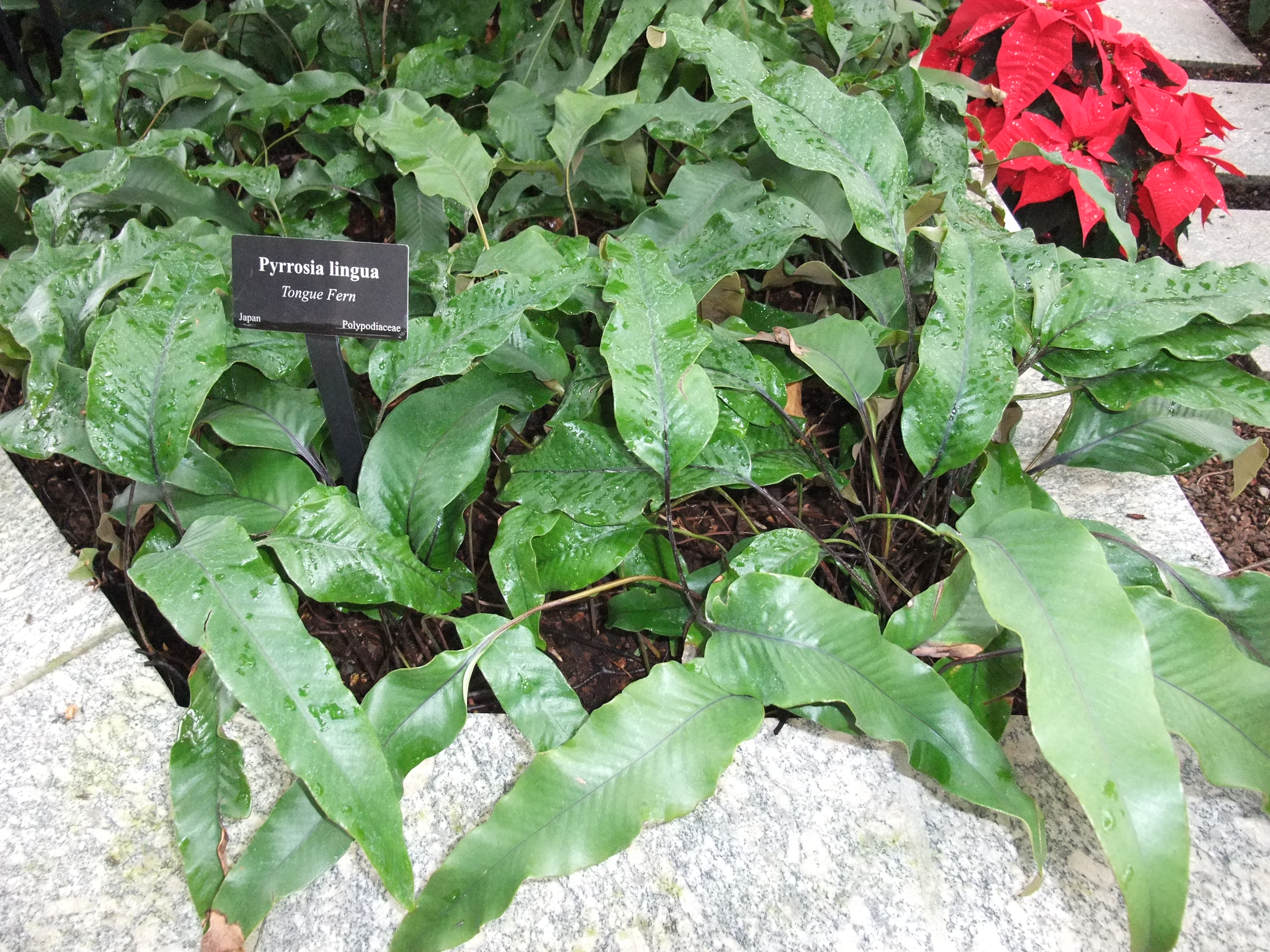
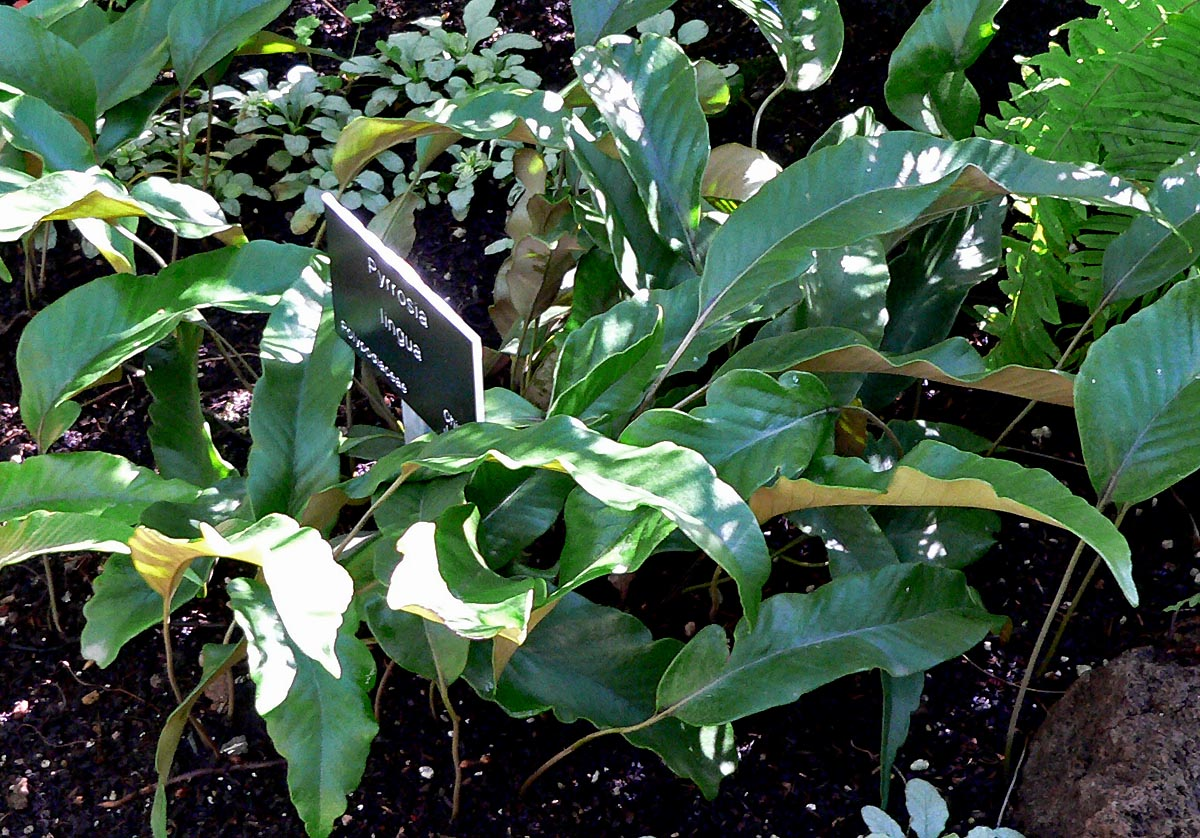
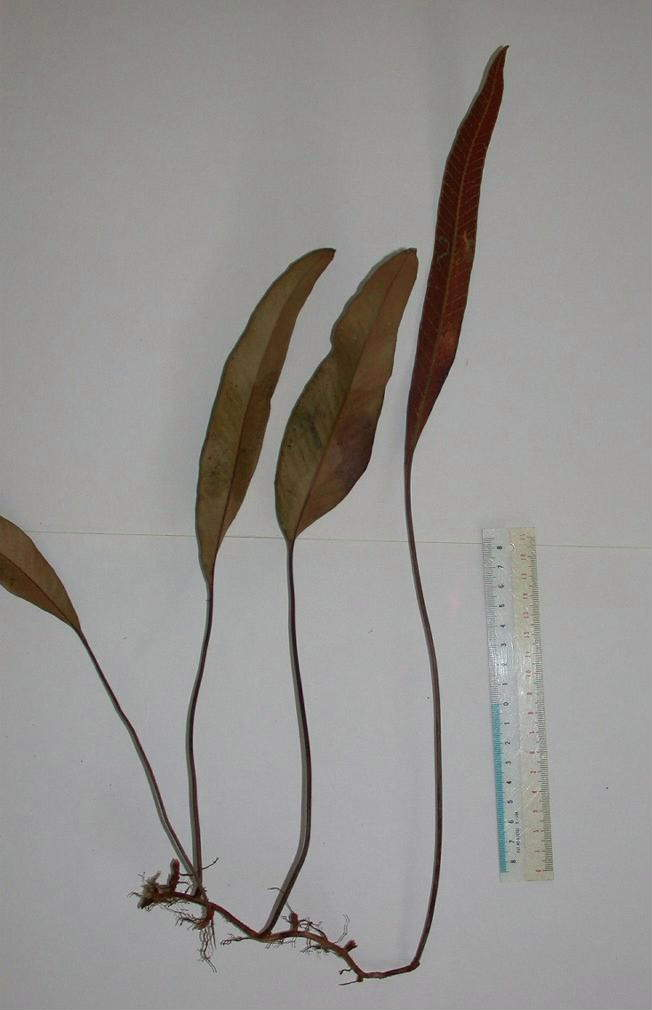
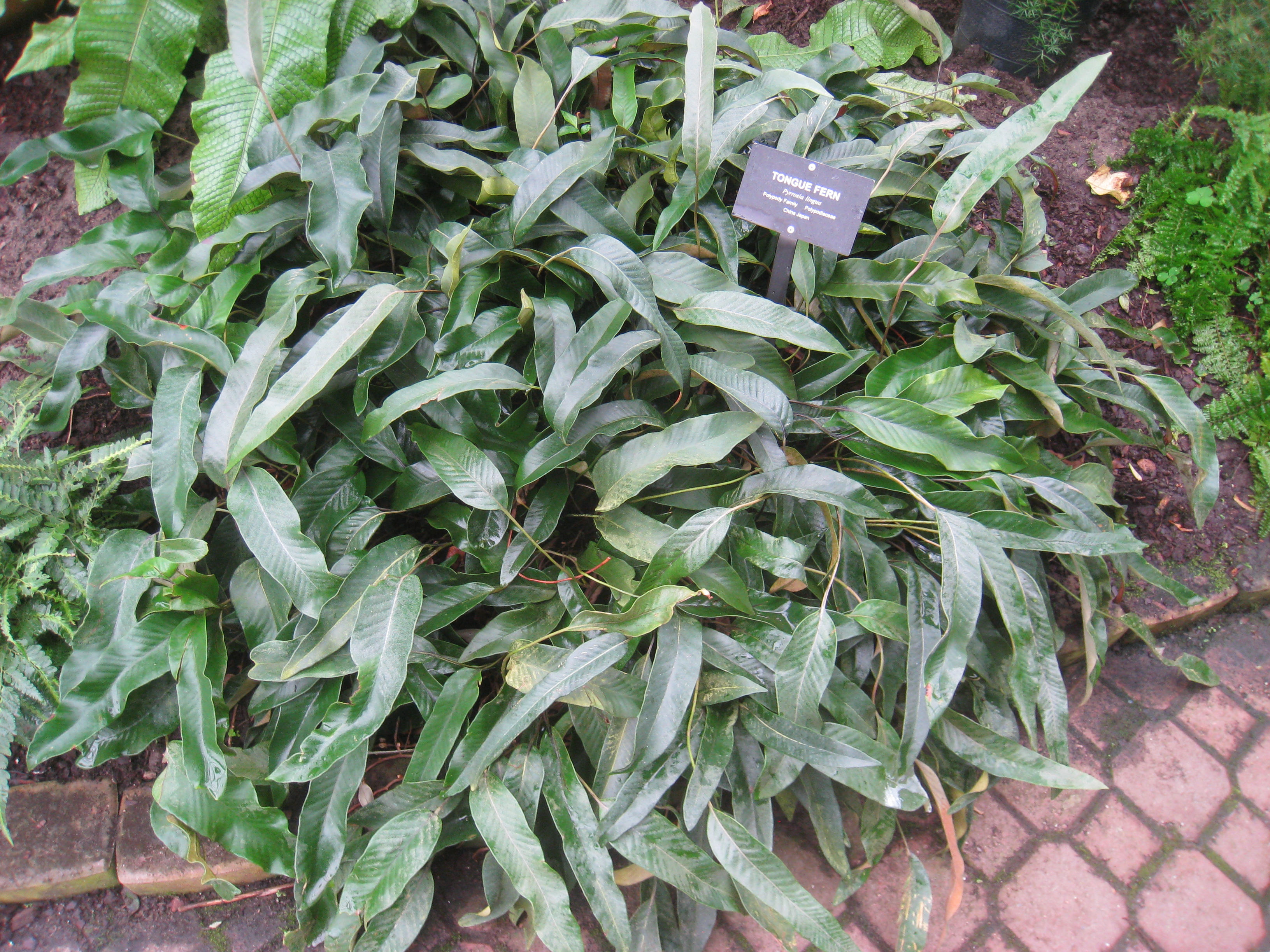